# Christian Schiørring
Christen Christian Frederik Schiørring, född 10 februari 1837 i Århus, död 20 december 1893 i Köpenhamn, var en dansk violinist.
Schiørring blev 1857 medlem av Det Kongelige Kapel och tilldelades 1870 solistplatsen, som han innehade till sin död. Han erhöll också titeln kammermusikus. Både som solist och kammarmusiker hade han en betydande roll i Köpenhamns musikliv. Från hans hand föreligger olika mindre kompositioner för violin.